# Isthmohyla picadoi
Isthmohyla picadoi là một loài ếch trong họ Nhái bén.
Nó được tìm thấy ở Costa Rica và Panama.
Môi trường sống tự nhiên của nó là các khu rừng vùng núi ẩm nhiệt đới hoặc cận nhiệt đới. Loài này đang bị đe dọa do mất môi trường sống.